# Бранковянски манастир
Бранковянският манастир (на румънски: Mănăstirea Brâncoveanu) е манастир от Сибинската архиепископия на Румънската православна църква, с диоцез района на Сибиу и Брашов. Символно свято място за православието в Седмоградско. 
Манастирът е основан от Константин Бранковяну на основата на скит от началото на XVII век в имението на наследниците на някой си Ивашку. Първото упоменаване на скита в писмено свидетелство датира от 1654 г. По време и след т.нар. голяма турска война цялата тази територия попада под властта на Свещената Римска империя. Непосредствено преди и по време на Карловацкия конгрес влашкият войвода Константин Бранковяну издига монолитната църква с манастира, станали символ на православието в Трансилвания. 
В манастира действа зографско училище и е инсталирана печатница. След като тази територия се оказва под властта на Хабсбургите, започва масиран натиск върху манастирското братство за приемане на унията по силата но която от 1698 г. е създадена и от 1700 г. утвърдена Румънската гръкокатолическа църква. През 1761 г. Адолф фон Буков, губернатор на Трансилвания, нарежда унищожаването на всички православни манастири под негова юрисдикция. След серия перипетии, единственият оцелял, но повреден се оказва Бранковянският манастир. Макар и в руиини, католиконът му е запечатан в оригиналния си вид от края на XVII век на фотография от 1899 г.
След присъединяването на Трансилвания към Румъния започва през 1926 г. възстановяването на манастира в съвременния му вид. Първият игумен на възстановения Бранковянски манастир е йеромонах Арсений Бока  (1940-1944), класиран на 78-мо място сред най-изявените румънци на всички времена.